# 邊緣世界
《邊緣世界》（英語：The Peripheral）是一本由威廉·吉布森所寫的2014年科幻驚悚小說。故事涉及多重未來。

## 改編電視劇
亞馬遜公司於2018年宣佈改編電視劇，由《西部世界》的創作者麗莎·喬伊和尊立頓·路蘭開發。